# Cercle mégalithique du Monte Còcchero
Le cercle mégalithique du Monte Còcchero (en italien : Circolo megalitico di Monte Còcchero) est situé sur la colline du même nom, à une altitude de 313 m, dans la commune de Campo nell'Elba, sur l'île d'Elbe, en Toscane, en Italie.

## Historique
Le toponyme Còcchero dérive du terme elban chiùccolo (« terrain élevé »), de la même manière que cùcculu (Corse) et cùccuru (Sardaigne).
Le site a été fouillé en 1960 par l'archéologue Giorgio Monaco (it), qui a trouvé des céramiques fragmentaires datées de l'Âge du bronze récent (1200 - 1000 av. J.-C.), aujourd'hui conservées au Musée archéologique de Marciana (it). Les fouilles réalisées à l'été 1960 à la base du complexe mégalithique ont aussi livré un moulin à grains, un broyeur en pierre verte et des ossements fossiles d'animaux.

## Description
L'ensemble, disposé en demi-cercle descendant du sommet vers l'est sur une extension d'environ 50 m, a été réalisé en adaptant in situ certains monolithes naturels de granite porphyrique qui ont toutefois été aménagés. Selon Monaco, « bien qu'ils soient formés par la nature, ils ont reçu des améliorations et des adaptations de la main de l'homme. »

## Interprétation
On a émis l'hypothèse - compte tenu de l'orientation vers l'est - d'une utilisation du complexe pour un culte solaire, comme sur le site voisin de Sassi Ritti.